# Лернер, Элиза
Элиза Лернер Наглер (исп. Elisa Lerner; 6 июня 1932, Валенсия, Венесуэла — 24 ноября 2024) — венесуэльский драматург, прозаик, публицист, журналистка, юристка. Лауреат Национальной премии в области литературы Венесуэлы (1999).

## Биография
Родилась в еврейской семье, эмигрировавшей в 1930 году в Венесуэлу из Бессарабии. Сестра — Рут Лернер де Альмея, педагог. С 1950 года работала репортёром журнала Mi Film под псевдонимом Элишка. Шесть лет спустя вошла в литературную группу Sardio.
В 1959 году получила диплом юриста в Центральном университете Венесуэлы. В том же году начала публиковать свои работы в национальной прессе и журнале Imagen. В 1960 году отправилась в Нью-Йорк, где до 1962 года стажировалась в профилактике преступности несовершеннолетних и организации судов по таким делам.
Умерла 24 ноября 2024 года в возрасте 92 лет.
Награждена рядом литературных премий, в том числе Национальной премией в области литературы Венесуэлы (1999).

## Избранные произведения
Пьесы
- En el vasto silencio de Manhattan (1961)
- El país odontológico (1966)
- Vida con mamá (1976)
- Teatro (2004)

Эссе
- Una sonrisa detrás de la metáfora (1969)
- Yo amo a Columbo (1979)

Хроники и репортажи
- Carriel número cinco (1983)
- Crónicas ginecológicas (1984)
- Carriel para la fiesta (1997)
- Así que pasen cien años (2016)

Романы и рассказы
- En el entretanto (2000, сборник рассказов)
- Homenaje a la estrella (2002, сборник рассказов)
- De muerte lenta (2006, роман)
- La señorita que amaba por teléfono (2016, роман)
- Homenaje a la estrella Segunda edición (2019)